# Stella (ballet, 1850)
Ne doit pas être confondu avec Stella (ballet, 1990).
Pour les articles homonymes, voir Stella.
Stella ou les Contrebandiers est un ballet en 2 actes et 4 tableaux d'Arthur Saint-Léon (chorégraphie et livret), musique de Cesare Pugni, représenté pour la première fois à l'Opéra de Paris le 22 février 1850.
Parmi les danseurs principaux figurent Arthur Saint-Léon, Jean Coralli et Fanny Cerrito.